# WordGirl
WordGirl est une série télévisée d'animation américaine créée par Dorothea Gillim, produite par Soup2Nuts (en) et Scholastic et diffusée du 3 septembre 2007 au 7 octobre 2013 sur PBS Kids Go! (en) puis de cette date jusqu’au 7 août 2015 sur PBS Kids. Avant d’être une série, WordGirl était une série de 30 courts-métrages de 1 à 2 minutes sous le nom The Amazing Colossal Adventures of WordGirl diffusée à partir du 10 novembre 2006 à la fin de chaque épisode de Maya et Miguel, également produite par Scholastic.
Elle n’a jamais été diffusée dans les pays francophones.